# Robert Prager

Robert Prager

Robert Paul Prager (* 28. Februar 1886 in Dresden; † 5. April 1918 in Collinsville, Illinois, USA) war ein deutscher Bergmann. Er wurde als Ausländer während des Ersten Weltkriegs in den USA gelyncht.

## Leben
Prager arbeitete zunächst als Bäcker, wechselte aber seinen Beruf, weil Bergleute besser bezahlt wurden. Nach dem Eintritt der USA in den Ersten Weltkrieg nahm er die Staatsbürgerschaft der Vereinigten Staaten an und bewarb sich – aus gesundheitlichen Gründen vergeblich – für die United States Navy. Er wurde als eigensinniger Sozialist beschrieben; die Aufnahme in die Grubengewerkschaft wurde ihm verweigert. Da er die Stadt nicht verließ und weiter seine Interessen vertrat, geriet er in negative Aufmerksamkeit.

## Tod durch Lynchen
Schließlich verübte ein aufgebrachter Mob Lynchjustiz an dem Deutschamerikaner. Einige hundert Männer nahmen ihn in seinem Haus gefangen, führten ihn barfuß und mit umgehängter amerikanischer Flagge durch die Straßen von Collinsville und zwangen ihn, patriotische Lieder auf Amerika zu singen. Die Polizei nahm Prager zunächst in Schutzhaft, gab ihn aber heraus, als eine große Gruppe drohte, das Gefängnis zu stürmen und niederzubrennen. Sie brachten ihn an den Rand der Stadt und lynchten ihn, indem sie ihn mit einem dünnen Hanfseil an einer Ulme aufhängten. Elf Männer wurden wegen des Verbrechens angeklagt, aber alle freigesprochen.
Dieser Lynchmord rief gespaltene Reaktionen hervor. Während er einerseits als überaus verwerfliche Tat verurteilt wurde, gab es etliche Stimmen, die sie rechtfertigten oder die Schuld von den Tätern auf andere Kräfte verlagerten. J. O. Monroe wird aus dem Collinsville Herald zitiert: „Die Lektion seines Todes hat einen heilsamen Effekt auf die Deutschen in Collinsville und anderswo im Land.“